# خانه جاوید
خانه جاوید مربوط به دوره قاجار است و در نی ریز، خیابان ابوذر، کوچه شهید جاوید واقع شده و این اثر در تاریخ ۸ مرداد ۱۳۸۱ با شمارهٔ ثبت ۶۰۸۵ به‌عنوان یکی از آثار ملی ایران به ثبت رسیده است.